# Al-Jubayl
Al-Jubayl (in arabo الجبيل‎?, al-Jubayl) è una città dell'Arabia Saudita situata nella provincia di al-Sharqiyya. È sede della più grande città industriale di tutto il Medio-Oriente ed una delle maggiori del mondo; vi ha sede il maggiore complesso petrolchimico del Medio-Oriente e quarto del mondo ed inoltre il maggior impianto IWPP (Independent Water and Power Project) a livello mondiale, con una potenza elettrica di 2743,6 MW giornaliera ed una produzione di 800.000 m³ di acqua al giorno.